# المشايبة (ميدي)

تعديل مصدري - تعديل

المشايبة هي إحدى قرى عزلة بني ميدي بمديرية ميدي التابعة لمحافظة حجة، بلغ تعداد سكانها 40 نسمة حسب تعداد اليمن لعام 2004.